# Lyons (Geórgia)
Lyons é uma cidade localizada no estado americano de Geórgia, no Condado de Toombs.

## Demografia
Segundo o censo americano de 2000, a sua população era de 4169 habitantes.
Em 2006, foi estimada uma população de 4415, um aumento de 246 (5.9%).

## Geografia
De acordo com o United States Census Bureau tem uma área de 19,5 km², dos quais 19,4 km² cobertos por terra e 0,1 km² cobertos por água. Lyons localiza-se a aproximadamente 49 m acima do nível do mar.

## Localidades na vizinhança
O diagrama seguinte representa as localidades num raio de 20 km ao redor de Lyons.